# Lance Reventlow
Lawrence Graf von Haugwitz-Hardenberg-Reventlow, detto Lance, noto anche con lo pseudonimo di "Lance Reventlow" (Londra, 24 febbraio 1936 – Aspen, 24 luglio 1972), è stato un pilota automobilistico statunitense.

## Carriera
Fu il figlio unico di Barbara Hutton, nipote ed erede di Frank Winfield Woolworth, fondatore della catena di grandi magazzini F. W. Woolworth Company.
Si interessò alle corse automobilistiche già dalla fine degli anni quaranta, in seguito al matrimonio della madre con il principe Igor Troubetzkoy, appassionato di automobilismo e vincitore nel 1948 della Targa Florio.
Iniziò a correre con Cooper da Formula 2 e nel 1957 fondò la Scarab, con la quale prese parte con successo alle gare locali, affiancato dal connazionale Chuck Daigh. I risultati incoraggianti spinsero Reventlow e Daigh alla costruzione della Scarab F1, auto a motore anteriore pensata per il Campionato mondiale di Formula 1.
L'auto non ebbe molta fortuna e partecipò solamente a 2 Gran premi nella stagione 1960, chiudendo al 10º posto la gara di casa con Daigh.
Poco tempo dopo Reventlow decise di abbandonare l'automobilismo. Morì in un incidente aereo sulle Montagne Rocciose nel 1972.

## Risultati in Formula 1
| 1960 | Scuderia | Vettura |  |    |  |    |     |  |  |  |  |  |  | Punti | Pos. |
| ---- | -------- | ------- |  | -- |  | -- | --- |  |  |  |  |  |  | ----- | ---- |
| 1960 | Scarab   | Scarab  |  | NQ |  | NP | Rit |  |  |  |  |  |  | 0     |      |

| Legenda | 1º posto     | 2º posto | 3º posto    | A punti         | Senza punti/Non class.  | Grassetto – Pole position Corsivo – Giro più veloce |
| Legenda | Squalificato | Ritirato | Non partito | Non qualificato | Solo prove/Terzo pilota | Grassetto – Pole position Corsivo – Giro più veloce |

## Ascendenza
|                                                  |                   |                                          | Genitori                                  |  |  | Nonni |  |  | Bisnonni                                       |  |  | Trisnonni               |  |
|                                                  |                   |                                          |                                           |  |  |       |  |  | Kurt, I conte di Haugwitz-Hardenberg-Reventlow |  |  | conte Paul von Haugwitz |  |
|                                                  |                   |                                          |                                           |  |  |       |  |  | Kurt, I conte di Haugwitz-Hardenberg-Reventlow |  |  | conte Paul von Haugwitz |  |
|                                                  |                   | contessa Lucy von Malzan                 |                                           |  |  |       |  |  | Kurt, I conte di Haugwitz-Hardenberg-Reventlow |  |  |                         |  |
| Georg, II conte di Haugwitz-Hardenberg-Reventlow |                   |                                          |                                           |  |  |       |  |  | Kurt, I conte di Haugwitz-Hardenberg-Reventlow |  |  |                         |  |
|                                                  |                   | principessa Lucie von Schönaich-Carolath | Heinrich, IV principe di Carolath-Beuthen |  |  |       |  |  |                                                |  |  |                         |  |
|                                                  |                   | principessa Lucie von Schönaich-Carolath | Heinrich, IV principe di Carolath-Beuthen |  |  |       |  |  |                                                |  |  |                         |  |
|                                                  |                   | principessa Lucie von Schönaich-Carolath | contessa Adelheid zu Pappenheim           |  |  |       |  |  |                                                |  |  |                         |  |
| conte Kurt von Haugwitz-Hardenberg-Reventlow     |                   | principessa Lucie von Schönaich-Carolath |                                           |  |  |       |  |  |                                                |  |  |                         |  |
|                                                  |                   | Ludwig Schneider                         | …                                         |  |  |       |  |  |                                                |  |  |                         |  |
|                                                  |                   | Ludwig Schneider                         | …                                         |  |  |       |  |  |                                                |  |  |                         |  |
|                                                  |                   | Ludwig Schneider                         | …                                         |  |  |       |  |  |                                                |  |  |                         |  |
| Gabriele Schneider                               |                   | Ludwig Schneider                         |                                           |  |  |       |  |  |                                                |  |  |                         |  |
|                                                  |                   | Franziska Schamberger                    | …                                         |  |  |       |  |  |                                                |  |  |                         |  |
|                                                  |                   | Franziska Schamberger                    | …                                         |  |  |       |  |  |                                                |  |  |                         |  |
|                                                  |                   | Franziska Schamberger                    | …                                         |  |  |       |  |  |                                                |  |  |                         |  |
| conte Lawrence von Haugwitz-Hardenberg-Reventlow |                   | Franziska Schamberger                    |                                           |  |  |       |  |  |                                                |  |  |                         |  |
|                                                  | James Laws Hutton | Levi Hutton                              |                                           |  |  |       |  |  |                                                |  |  |                         |  |
|                                                  | James Laws Hutton | Levi Hutton                              |                                           |  |  |       |  |  |                                                |  |  |                         |  |
|                                                  | James Laws Hutton | Elizabeth Spahr Laws                     |                                           |  |  |       |  |  |                                                |  |  |                         |  |
| Franklin Laws Hutton                             | James Laws Hutton |                                          |                                           |  |  |       |  |  |                                                |  |  |                         |  |
|                                                  |                   | Frances E. Hulse                         | Charles A. Hulse                          |  |  |       |  |  |                                                |  |  |                         |  |
|                                                  |                   | Frances E. Hulse                         | Charles A. Hulse                          |  |  |       |  |  |                                                |  |  |                         |  |
|                                                  |                   | Frances E. Hulse                         | Sarah F. Nicholson                        |  |  |       |  |  |                                                |  |  |                         |  |
| Barbara Hutton                                   |                   | Frances E. Hulse                         |                                           |  |  |       |  |  |                                                |  |  |                         |  |
|                                                  |                   | Frank Winfield Woolworth                 | John Hubbell Woolworth                    |  |  |       |  |  |                                                |  |  |                         |  |
|                                                  |                   | Frank Winfield Woolworth                 | John Hubbell Woolworth                    |  |  |       |  |  |                                                |  |  |                         |  |
|                                                  |                   | Frank Winfield Woolworth                 | Fanny McBrier                             |  |  |       |  |  |                                                |  |  |                         |  |
| Edna Woolworth                                   |                   | Frank Winfield Woolworth                 |                                           |  |  |       |  |  |                                                |  |  |                         |  |
|                                                  |                   | Jennie Creighton                         | Thomas Henry Creighton                    |  |  |       |  |  |                                                |  |  |                         |  |
|                                                  |                   | Jennie Creighton                         | Thomas Henry Creighton                    |  |  |       |  |  |                                                |  |  |                         |  |
|                                                  |                   | Jennie Creighton                         | Adelia Taylor                             |  |  |       |  |  |                                                |  |  |                         |  |
|                                                  |                   | Jennie Creighton                         |                                           |  |  |       |  |  |                                                |  |  |                         |  |